# Moodsville Records
Moodsville Records — американський лейбл звукозапису, який діяв з 1960 по 1963 роки як дочірній лейбл Prestige Records.

## Історія
У відповідь на зростаючу популярність легкої музики наприкінці 1950-х років президент Prestige Records Боб Вейнсток вирішив започаткувати дочірній лейбл Moodsville Records навесні 1960 року, аби представити музику «настрою» (від англ. «mood» — настрій), яка сподобається шанувальникам цього жанру. Лейбл розташовувався в Бергенфілді, Нью-Джерсі.
На лейблі записувалось багато відомих джазових музикантів: Ред Гарленд, Едді «Локджо» Девіс, Коулмен Гокінс, Ширлі Скотт, Френк Весс, Лем Вінчестер, Арнетт Кобб, Олівер Нельсон, Біллі Тейлор, Джин Еммонс, Кларк Террі, Юсеф Латіф, Вілліс Джексон, Кенні Беррелл, Куті Вільямс та ін.
У 1963 році лейбл був закритий. Усього було випущено 39 альбомів.